# Città murata di Kowloon

Una veduta aerea della città murata di Kowloon nel 1989

La città murata di Kowloon (in cinese: 九龍寨城T, 九龙城寨S, Jiǔlóng Chéng ZhàiP; in inglese Kowloon Walled City) è stata un insediamento in gran parte non governato e sovrappopolato, parte dell'odierna Kowloon nella regione di Hong Kong. Originariamente un forte militare della dinastia Qing, la città murata nel 1898 fu esclusa dall'accordo di cessione per 99 anni al Regno Unito di una parte di Hong Kong, conosciuta poi come Nuovi Territori, diventando così un'enclave cinese in territorio britannico. La sua popolazione aumentò drasticamente a seguito dell'occupazione giapponese di Hong Kong durante la seconda guerra mondiale. Nel 1990 la città murata conteneva un numero stimato di 50.000 residenti all'interno dei suoi confini di 2,6 ettari (0,026 km²), il che la rendeva il luogo più densamente popolato del mondo (in proporzione oltre un milione di abitanti per chilometro quadrato).
Dal 1950 al 1990 fu soggetta al controllo pressoché totale delle triadi locali con elevati tassi di prostituzione, gioco d'azzardo e abuso di droga. Nel gennaio 1987 il governo di Hong Kong annunciò i piani di demolizione della città murata. Dopo un arduo processo di sgombero, la demolizione iniziò nel marzo del 1993 e fu completata nell'aprile 1994. Nel dicembre del 1995 fu inaugurato il Kowloon Walled City Park che occupa oggi la zona dell'ex città murata. Qui sono stati conservati alcuni fabbricati storici della città demolita, tra cui lo storico edificio amministrativo yamen e i resti della porta meridionale.

## Storia

### L'avamposto militare

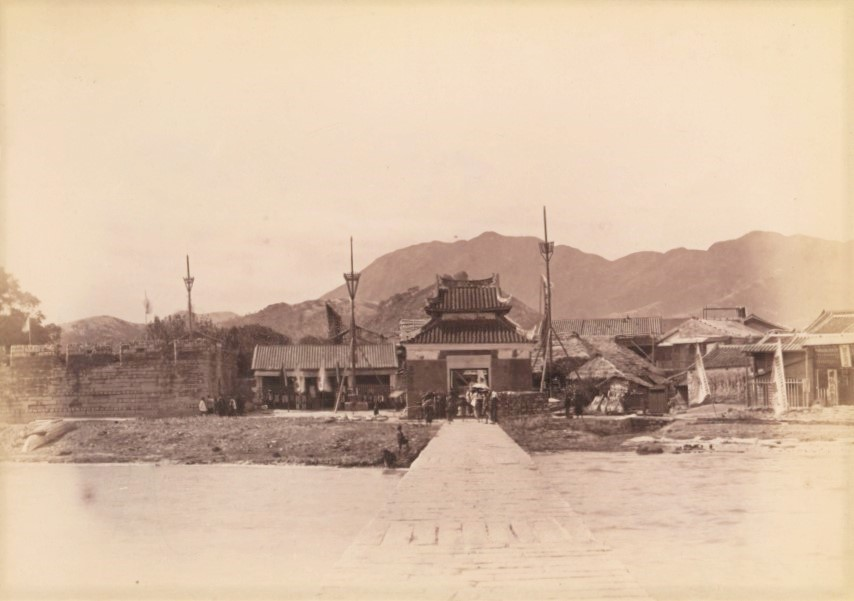
Il Lung Tsun Stone Bridge e il Lung Tsun Pavilion di Kowloon Walled City, 1898.

La storia della città murata può essere ricondotta alla dinastia Song (960-1279), quando fu istituito un avamposto per gestire il commercio del sale. Notizie molto scarse ci sono giunte per le centinaia di anni successivi, fino al 1668 quando vi vennero stabilite trenta guardie. Intorno al 1810 vi fu costruito un piccolo forte costiero. Nel 1842, durante il regno dell'imperatore Daoguang della dinastia Qing, l'isola di Hong Kong fu ceduta alla Gran Bretagna in base alle clausole del trattato di Nanchino. Di conseguenza, le autorità dei Qing ritennero necessario migliorare la fortificazione in modo da controllare meglio l'area e sottrarla a un'ulteriore influenza britannica. I miglioramenti, comprese le imponenti mura di cinta, furono completati nel 1847. La città murata fu catturata nel 1854 dai ribelli durante la rivolta dei Taiping, ma venne ripresa poche settimane dopo. L'attuale "Dapeng Association House" è stata edificata sui resti del presidio del generale Lai Enjue.

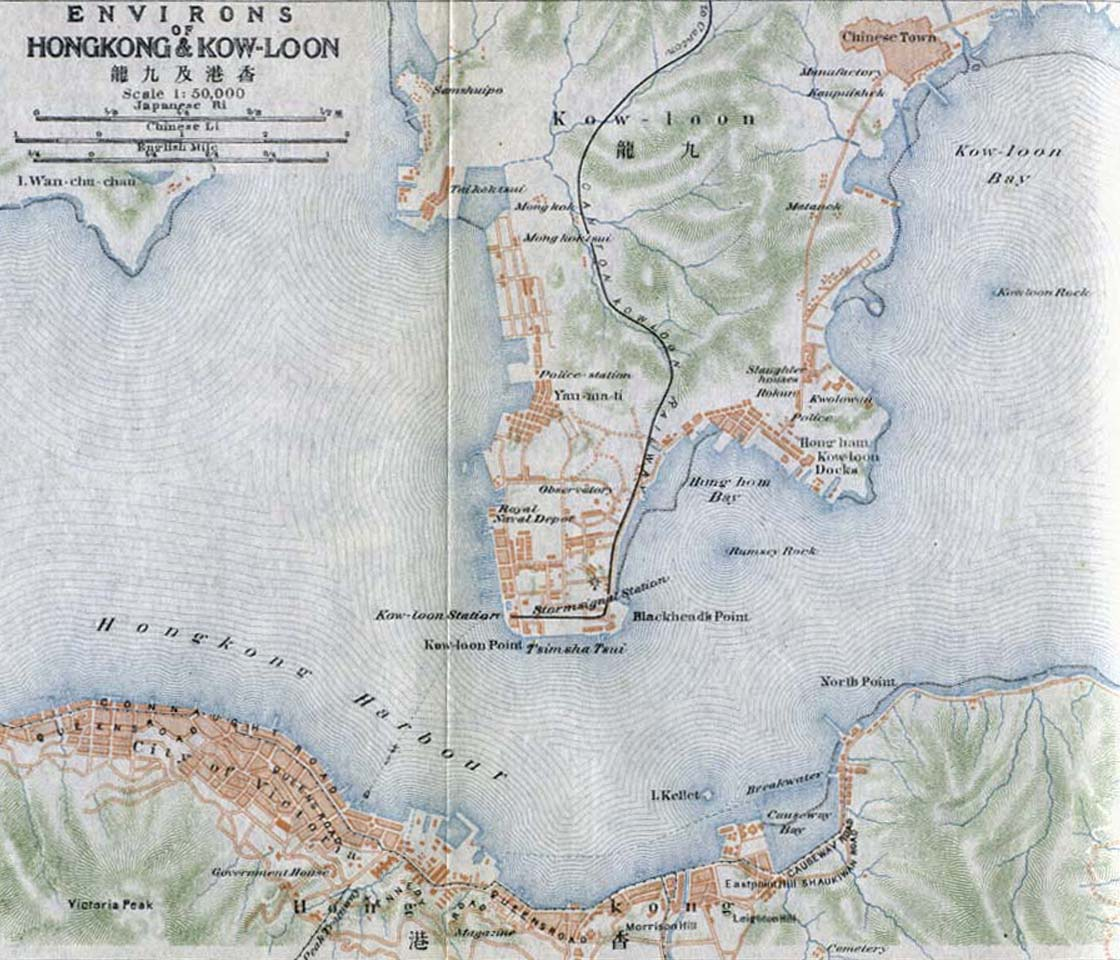
Mappa della regione di Hong Kong del 1915. La cittadella di Caulun è indicata come "Città cinese" nell'angolo superiore destro.

La convenzione per l'estensione del territorio di Hong Kong del 1898 consegnò per 99 anni all'amministrazione britannica ulteriori zone di Hong Kong (i cosiddetti Nuovi Territori), escludendo però la città murata che al tempo contava una popolazione di circa 700 abitanti. La Cina fu autorizzata a mantenervi i propri funzionari, purché non interferisse con la difesa della Colonia britannica di Hong Kong. L'anno successivo, il governatore Sir Henry Arthur Blake iniziò a sospettare che il viceré della vicina Canton vi stesse raggruppando truppe per preparare la resistenza ai recenti accordi. Il 16 maggio 1899 le forze britanniche attaccarono la città murata, solo per scoprire che i soldati del viceré se ne erano andati, lasciandosi dietro solo il mandarino e 150 residenti. La dinastia Qing cessò la sua dominazione nel 1912, lasciando di fatto la città murata agli inglesi.
Pur rivendicandone il possesso, i britannici fecero ben poco per la città murata nei successivi decenni. La chiesa protestante stabilì una casa di riposo per anziani nel vecchio yamen, nonché una scuola e un ospizio per bisognosi in altri uffici. A parte queste istituzioni, tuttavia, la città murata divenne una semplice curiosità da visitare per coloniali inglesi e turisti. In una mappa del 1915 era etichettata semplicemente come "città cinese". Nel 1933 le autorità di Hong Kong annunciarono i piani per demolire la maggior parte dei fatiscenti edifici della cittadella, compensando con case di nuova edificazione i 436 occupanti abusivi che ci vivevano. Nel 1940 rimase solo lo yamen, la scuola e una casa. Durante la sua occupazione, il Giappone demolì le mura della città e ne utilizzò la pietra per espandere il vicino aeroporto di Kai Tak.

### L'insediamento urbano

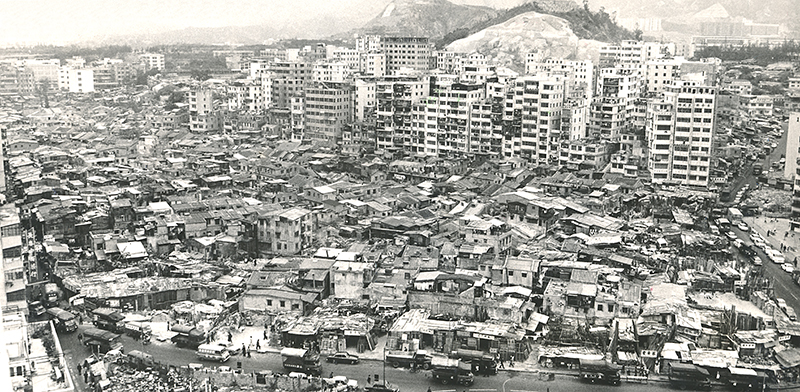
Una veduta aerea della città murata di Kowloon e del vicino villaggio di Sai Tau Tsuen nel 1972

Dopo la resa del Giappone nel 1945, la Cina rivendicò i suoi diritti sulla città murata. A partire dal 1945 i profughi dalla Cina continentale, in fuga dalla guerra civile cinese, vi si riversarono per approfittare della relativa protezione britannica (la città murata era infatti un territorio cinese, ma circondata da territorio britannico) ed entro il 1947 circa 2.000 squatters avevano già occupato la città murata. Dopo un fallito tentativo nel 1948 di sfrattarli, gli inglesi adottarono una politica di non interferenza nella maggior parte delle questioni riguardanti la città murata.
(Leung Ping-kwan, City of Darkness.)

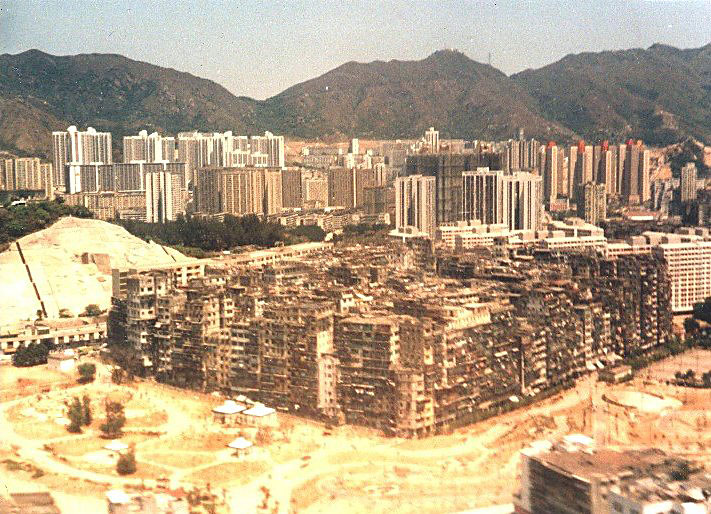
La città murata in una foto del 1989

Nel gennaio del 1950 scoppiò un incendio che distrusse più di 2.500 baracche che ospitavano quasi 3.500 famiglie, per un totale di 17.000 persone. Il disastro evidenziò la necessità di provvedere a un adeguato servizio di prevenzione degli incendi, specialmente in un'area caratterizzata da un gran numero di abitazioni realizzate in legno e complicata dalla mancanza di accordi politici tra il governo coloniale e quello cinese. Le rovine diedero ai nuovi arrivati nella città murata l'opportunità di costruire nuovamente, innescando speculazioni sul fatto che il fuoco potesse essere stato appiccato intenzionalmente.
In mancanza di qualsiasi istituzione governativa cinese o inglese, a parte sporadiche incursioni della forza di polizia di Hong Kong, la città murata divenne un paradiso per la criminalità e il consumo di droghe. Fu solo nel 1959, in occasione di un processo per un omicidio verificatosi nella città murata, che il governo di Hong Kong fu giudicato competente ad esercitarvi la propria giurisdizione. In questo periodo, però, la città murata era già praticamente governata dalle organizzazioni criminali cinesi di stampo mafioso, noti come triadi.

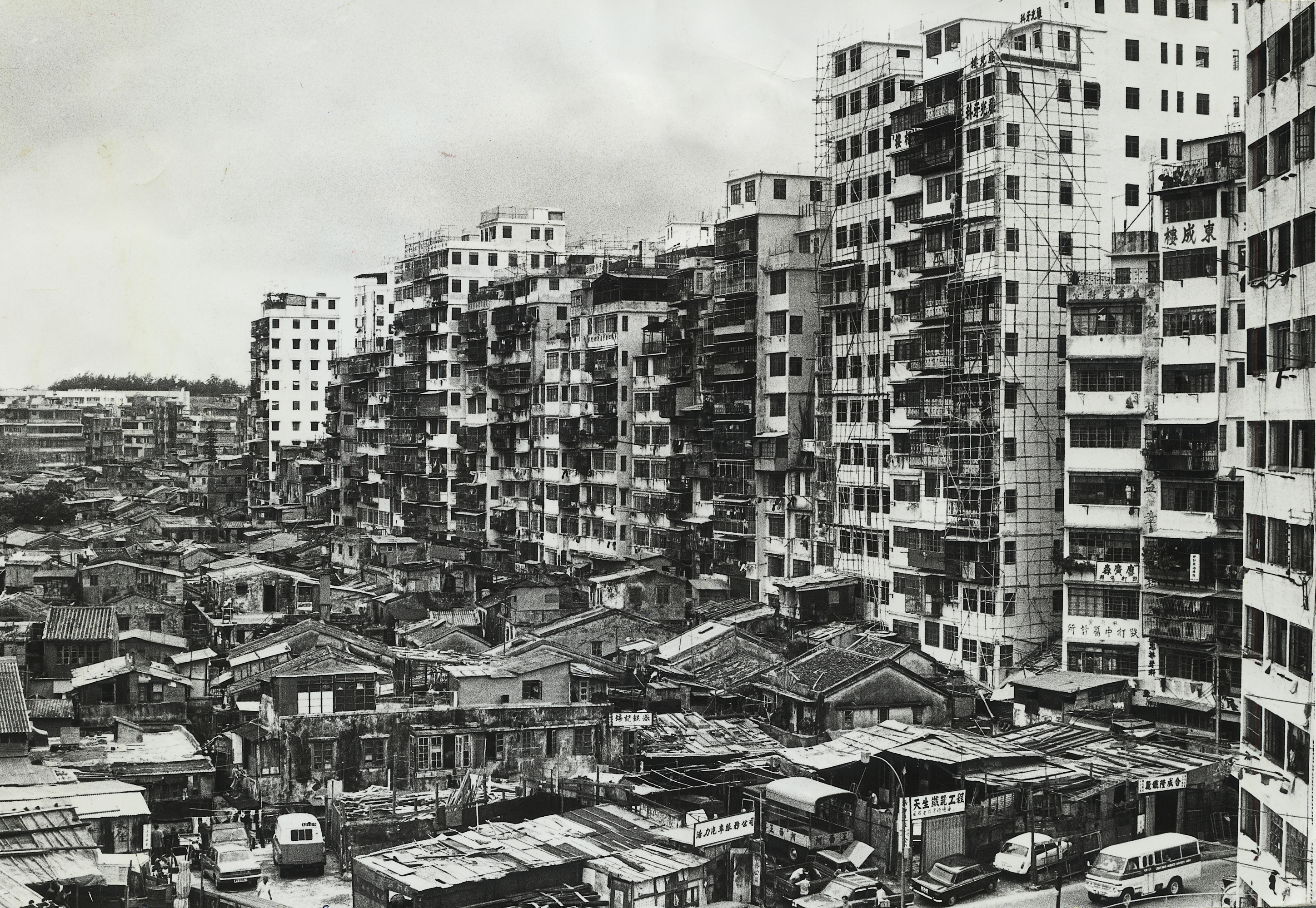
Il lato meridionale della città murata di Kowloon nel 1975. L'elevazione degli edifici comincia a raggiungere la sua altezza massima.

A partire dagli anni 1950, gruppi di triadi come il 14K e la Sun Yee On guadagnavano enormi capitali controllando il racket sugli innumerevoli bordelli, casinò e opium den. La città murata divenne un paradiso per i criminali, tanto che la polizia vi si avventurava solo in grandi gruppi. Fu solo nel 1973-74, quando una serie di più di 3.500 incursioni di polizia diedero luogo a oltre 2.500 arresti e al sequestro di più di 1.800 kg di droga, che il potere delle triadi cominciò a diminuire. Con il sostegno pubblico, in particolare dei residenti più giovani, le continue incursioni erosero e ridussero gradualmente l'uso di droga e la criminalità violenta. Nel 1983 il comandante della polizia del distretto di Kowloon dichiarò di avere sotto controllo il tasso di criminalità della città murata.
Negli anni 1960 la città murata venne sottoposta a una pesante speculazione edilizia, con costruttori che edificarono nuove strutture modulari una sull'altra. La cittadella divenne quindi estremamente popolata, con oltre 30.000 persone stipate in 300 edifici che occupavano un'area di poco più di 2,6 ettari, raggiungendo la sua massima espansione tra la fine degli anni 1970 e l'inizio degli anni 1980. Solo la presenza del corridoio di volo degli aerei diretti verso l'aeroporto di Kai Tak impose una limitazione all'altezza degli edifici a un massimo di 14 piani. Oltre a limitare l'altezza degli edifici, la prossimità dell'aeroporto sottopose i residenti a un grave inquinamento acustico, specialmente negli ultimi 20 anni dell'esistenza della città.
Otto condotte municipali fornivano acqua a tutto l'agglomerato, anche se molti residenti avevano scavato dei pozzi. Alcune delle strade erano illuminate continuamente da luci fluorescenti, poiché la luce del sole raramente riusciva a raggiungere i livelli più bassi, a causa dell'abitudine di ignorare il diritto altrui di godimento dell'aria e della luce all'interno della città.

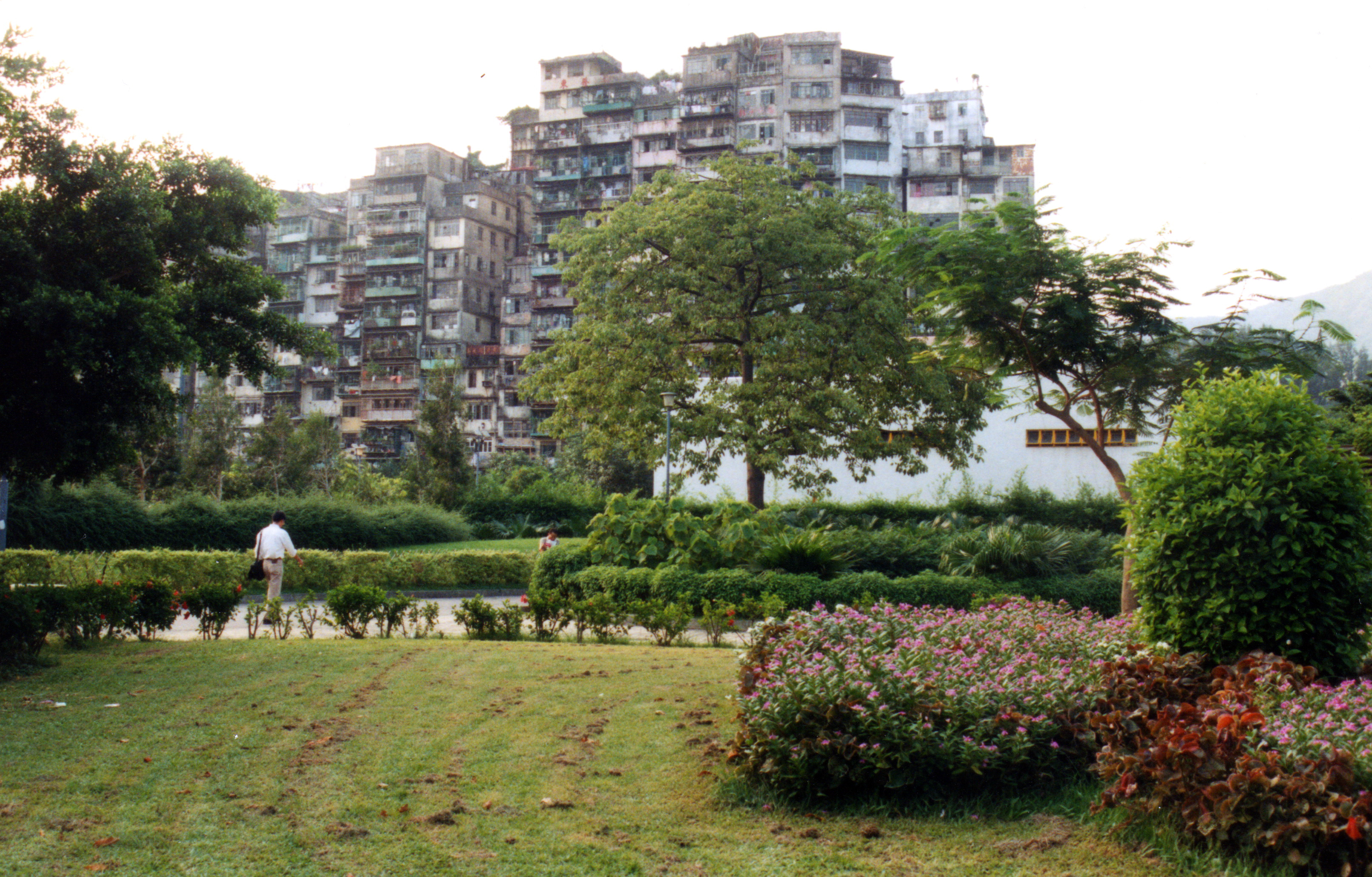
Uno dei bordi esterni della città nel 1991

Sebbene col passare degli anni il crimine e l'anarchia dei primi decenni fossero sensibilmente diminuiti, la città murata era ancora conosciuta per il suo elevato numero di medici e dentisti senza autorizzazione, che potevano operarvi impunemente senza la minaccia di essere perseguiti.
Nonostante la città murata fosse stata per molti anni un focolaio di attività criminale, la maggior parte dei residenti non era coinvolta in attività illecite e viveva pacificamente all'interno delle sue mura. All'interno della città murata si svilupparono numerose piccole fabbriche e imprese, mentre alcuni residenti formarono dei gruppi per organizzare e migliorare la vita quotidiana.
Un tentativo del governo nel 1963 di demolire alcune baracche in un angolo della città, diede origine ad un "comitato anti-demolizione" che servì come base per la fondazione di un'associazione Kaifong. Da quel momento associazioni di beneficenza, società religiose e altri gruppi di assistenza si introdussero gradualmente nel quartiere. Mentre cliniche mediche e scuole continuavano a essere non regolamentate, il governo di Hong Kong iniziò ad offrire alcuni servizi, come il regolare approvvigionamento idrico e la consegna della posta.

### Sgombero e demolizione

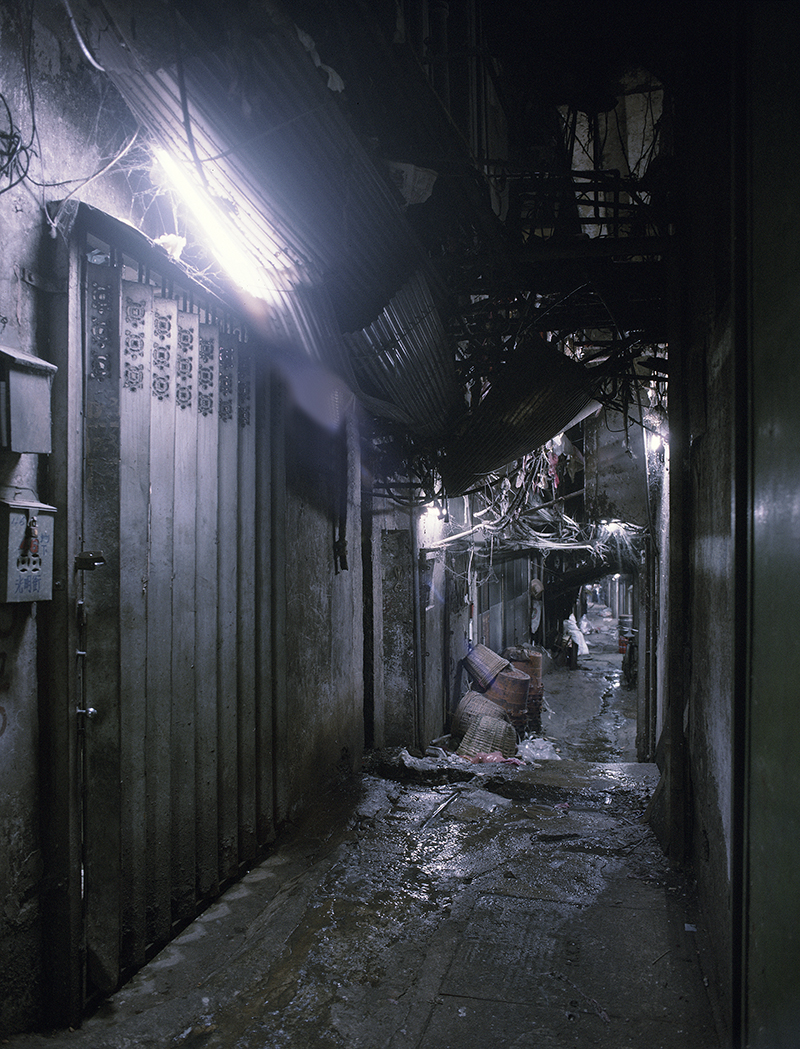
Un vicolo nella città dell'oscurità (City of Darkness), altro modo di identificare la città murata.

Nel tempo, sia il governo britannico che il governo cinese riscontrarono che l'esistenza della città fosse sempre più intollerabile, nonostante la segnalata riduzione del tasso di criminalità. La qualità della vita dei cittadini, in particolare riguardo alle condizioni igienico-sanitarie, rimaneva infatti molto indietro rispetto al resto di Hong Kong. La successiva Dichiarazione congiunta Sino-Britannica pose nel 1984 le basi per la demolizione della città. La decisione congiunta dei due governi di abbattere la città murata fu annunciata il 14 gennaio 1987.
Il 10 marzo 1987, dopo l'annuncio che lo spazio lasciato libero dalla demolizione della città murata sarebbe stato convertito in un parco urbano, il segretario per l'amministrazione distrettuale chiese formalmente all'Urban Council di acquisire il sito dopo la demolizione. A causa della presenza di numerosi altri spazi verdi nell'area, l'Urban Services Department dubitava della necessità di pianificare e gestire un'ulteriore area verde, ma il consiglio accettò tuttavia la proposta del governo a condizione che il governo finanziasse il costo della realizzazione del parco.
Il governo stanziò circa 2,7 miliardi di dollari di Hong Kong, in parte come risarcimento ai 33.000 residenti e in parte come compenso per le imprese, stimati secondo un piano elaborato da un comitato speciale della Hong Kong Housing Authority. Alcuni residenti non furono soddisfatti dal risarcimento e dovettero essere sfrattati con la forza tra il novembre 1991 e il luglio 1992. Dopo quattro mesi di pianificazione, la demolizione della città murata ebbe inizio il 23 marzo 1993, concludendosi nell'aprile 1994. Alcune strutture storiche all'interno della città vennero mantenute e poi integrate nel Kowloon Walled City Park La costruzione del Parco iniziò il mese successivo alla demolizione della città murata e fu conclusa nel mese di Agosto del 1995.
Poco prima della sua demolizione definitiva, un gruppo di esploratori giapponesi spese circa una settimana per attraversare in lungo e in largo la città murata ormai deserta, realizzando una sorta di mappa e una sezione della città.

## Popolazione

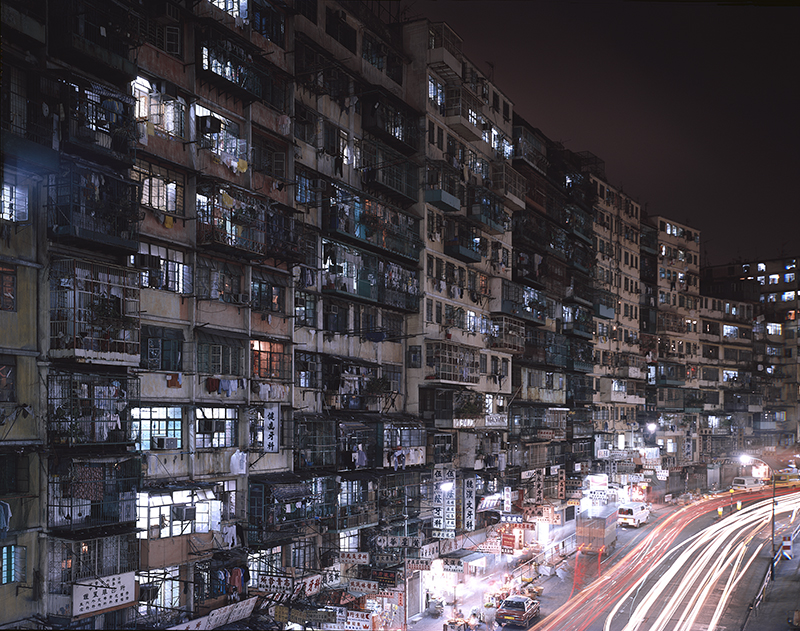
Una strada ai margini della città di notte.

La popolazione della città murata di Kowloon arrivava a poche centinaia di abitanti, ma cominciò a crescere in modo costante poco dopo la seconda guerra mondiale. Tuttavia non è disponibile alcuna informazione accurata e ufficiale sulla popolazione per gran parte della successiva esistenza della città murata. I dati ufficiali dei censimenti susseguitisi negli anni, stimavano la popolazione a 10.004 persone nel 1971 e 14.617 persone nel 1981, ma queste cifre erano comunemente considerate troppo basse. Le stime informali, d'altra parte, spesso includevano erroneamente la vicina baraccopoli di Sai Tau Tsuen. Altre stime riportavano invece una popolazione di circa 50.000 abitanti.
Nel 1987 un sondaggio governativo più approfondito fornì un quadro più chiaro: all'interno della città murata risiedevano circa 33.000 persone. Sulla base di questo sondaggio, la città murata aveva una densità di circa 1.255.000 abitanti per km², che la rendeva la località più densamente popolata al mondo.

### Cultura

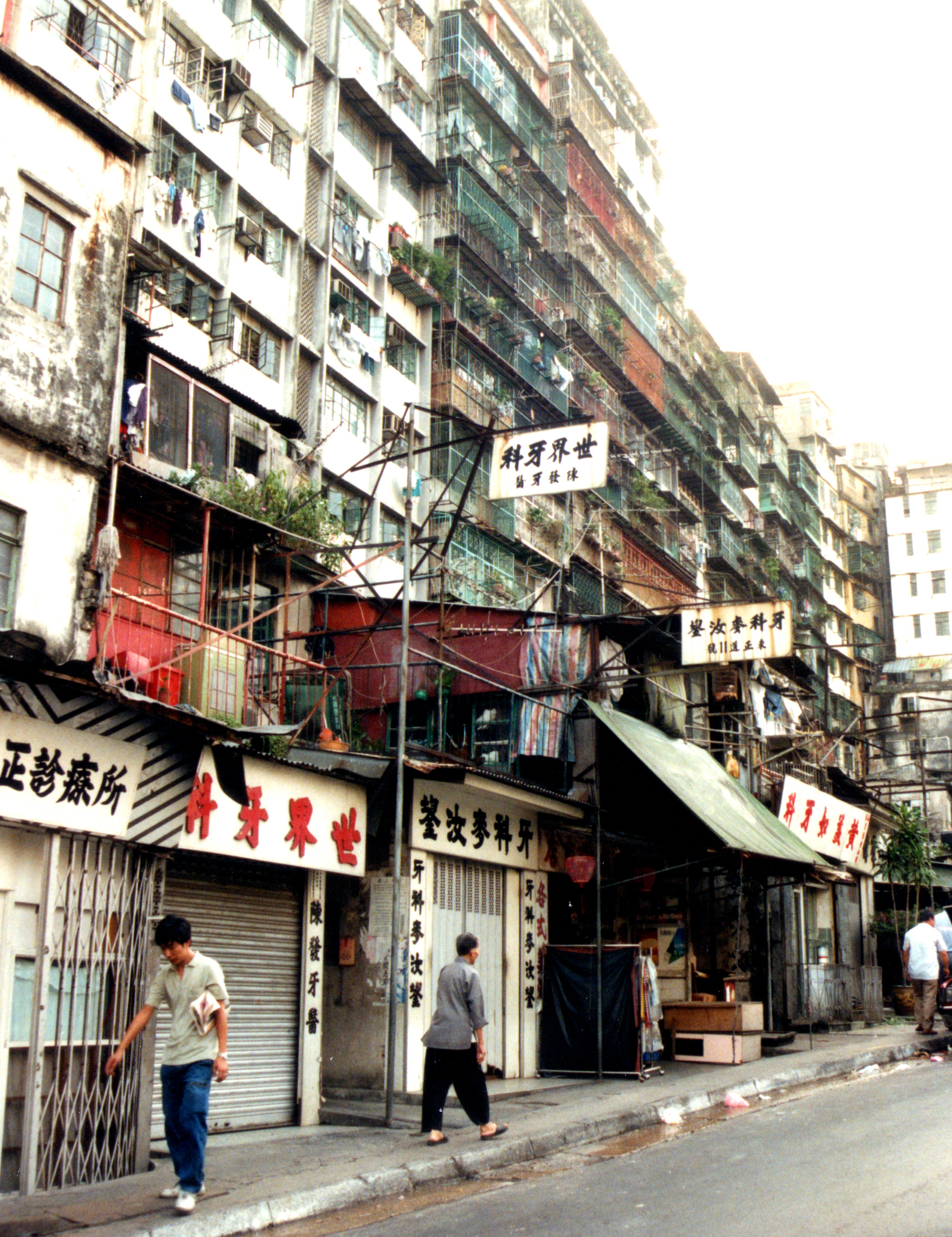
Numerose cliniche dentistiche sul perimetro della città murata, 1991.

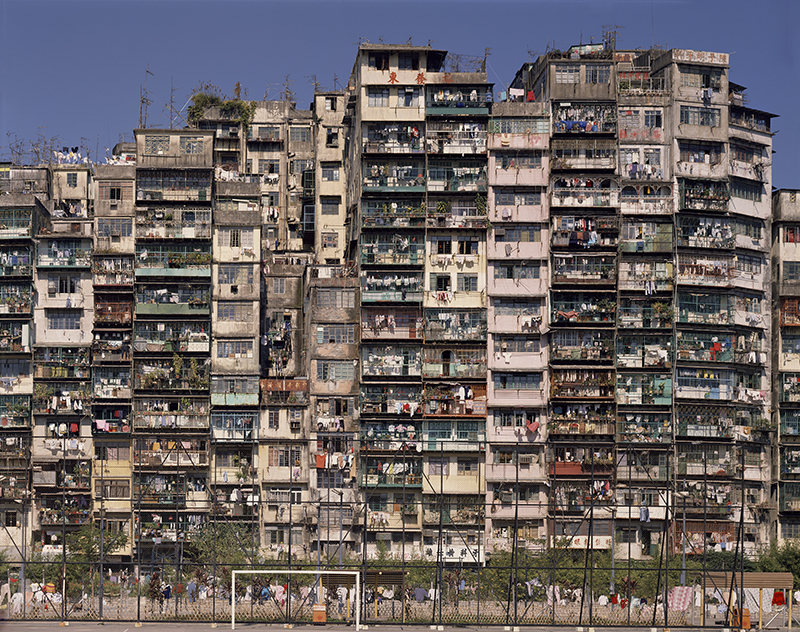
Un campo di gioco ai margini della città.

Contrariamente a quanto ritenuto da molti profani, la maggior parte dei residenti della città murata si comportava in modo analogo a quello di tutti gli altri nativi di Hong Kong. In risposta a condizioni di vita oggettivamente difficili, i residenti formarono infatti una comunità legata strettamente, aiutandosi l'un l'altro nel sopportare le difficoltà derivanti dal sovrappopolamento. In famiglia le mogli si occupavano più spesso delle pulizie, mentre le nonne si prendevano cura dei loro nipoti e anche dei bambini delle altre famiglie vicine. I tetti della città erano un importante luogo di incontro, in particolare per i residenti che vivevano sui piani superiori. Gli adulti li usavano per rilassarsi, e i bambini vi giocavano o facevano i compiti a casa dopo la scuola. Lo yamen nel cuore della città fungeva anche da importante centro sociale, un luogo dove i residenti discutevano, bevevano il tè, guardavano la televisione o ancora prendevano lezioni di calligrafia. Nel centro per anziani si tenevano riunioni religiose per i cristiani e per gli appartenenti alle altre confessioni religiose. Altri istituti religiosi erano rappresentati nei templi di Fuk Tak e di Tin Hau, utilizzati per una combinazione di pratiche buddiste, taoiste e animiste.

## Aspetto e architettura

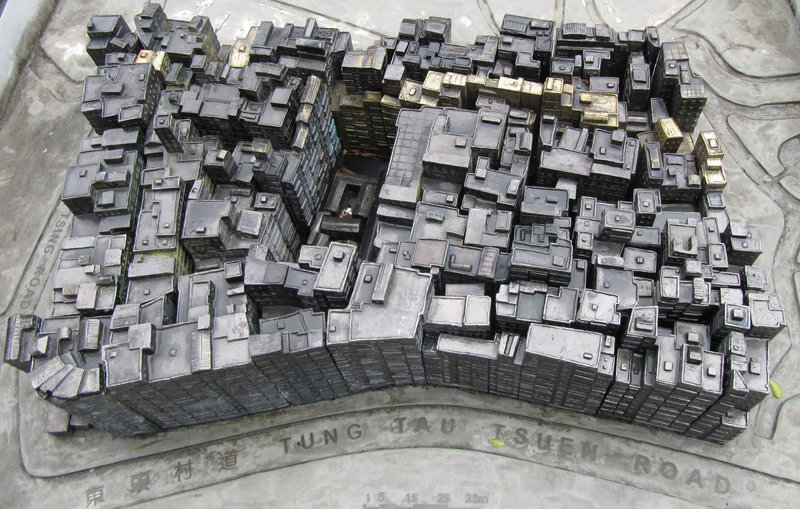
Plastico della città murata di Kowloon all'entrata del Kowloon Walled City Park.

La città murata era situata in quello che sarebbe divenuto in seguito un quartiere dell'area urbana di Kowloon. Nonostante la sua trasformazione da fortificazione a enclave urbana, la città murata mantenne la forma originaria. Il forte originale era stato costruito su un pendio e sorgeva su un appezzamento di forma pressoché rettangolare con lati di circa 210 m per 120 m, per circa 2,6 ettari di superficie. Le mura di pietra che circondavano la cittadella avevano quattro ingressi e, prima di essere smantellate nel 1943, misuravano 4 m di altezza per 4,6 di spessore.
La costruzione di abitazioni aumentò drammaticamente negli anni 1960 e 1970, fino a quando la città divenne quasi interamente caratterizzata da edifici con una media di dieci piani o più (con la notevole eccezione dello yamen nel suo centro, attorno al quale c'era un'area non edificata). Tuttavia, a causa della posizione dell'aeroporto Kai Tak proprio a sud della città murata, gli edifici non poterono superare i 14 piani. L'insediamento di baracche a due piani di Sai Tau Tsuen confinava con la città murata a sud e ovest, fino a quando non fu abbattuto nel 1985 e sostituito dal Carpenter Road Park.
L'urbanizzazione della città non aveva subito alcuna regolamentazione e la maggior parte dei circa 350 edifici era stata costruita con fondazioni scadenti, mentre scarse o inesistenti erano le costruzioni di utilità pubblica. Le decine di vicoli della città erano spesso ampi tra uno e due metri, con una scarsa illuminazione e un insufficiente drenaggio. Tra i piani superiori dei diversi edifici si snodava una fitta rete di scale e di passaggi, così estesa che si poteva viaggiare da nord a sud attraverso tutta la città senza mai toccare il piano stradale. Dal momento che gli appartamenti erano estremamente piccoli (un'unità tipica era ampia 23 m²) lo spazio veniva massimizzato allargando i piani superiori, ingabbiando i balconi e aggiungendo solai. I tetti della città erano pieni di antenne televisive, di funi per stendere i panni, di serbatoi d'acqua e di rifiuti e potevano essere attraversati da un edificio all'altro grazie a una serie di scale.

## Nella cultura di massa
Molti autori, registi, sviluppatori di videogiochi e artisti visivi hanno utilizzato la città murata per esprimere e trasmettere un senso di urbanizzazione opprimente o di criminalità sfrenata. In letteratura, il romanzo di Robert Ludlum, Doppio inganno, utilizza la città murata tra le sue ambientazioni:
(Robert Ludlum, The Bourne Supremacy, pag. 149.)
La città appare come un ambiente di realtà virtuale (descritto da Steven Poole come «un'oasi di libertà politica e creativa») nella Trilogia del ponte di William Gibson e in contrasto con Singapore nell'articolo di questi su Wired, intitolato Disneyland with the Death Penalty:
(William Gibson, Disneyland with the Death Penalty.)
La città murata di Kowloon è ricostruita in diversi videogiochi, tra cui Kowloon's Gate, Shenmue II e Call of Duty: Black Ops. Il gioco Stranglehold, un sequel del film Hard Boiled, presenta una versione della città murata piena di centinaia di membri delle triadi. Nei giochi Fear Effect e Fear Effect 2: Retro Helix, fotografie della città murata sono state usate come ispirazione "per stati d'animo, angoli della macchina fotografica e illuminazione". Il concept art per il videogioco di genere MMORPG Guild Wars Factions descrive strutture massicce e fittamente accostate, ispirate alla città murata. Il gioco di ruolo da tavolo Shadowrun e il videogioco di ruolo Shadowrun: Hong Kong comprendono una versione della città murata rivisitata e infestata dal crimine, ambientata nel 2056. La città murata di Kowloon ha anche ispirato le ambientazioni del videogioco Stray, che narra le vicende di un gatto precipitato in una città sotterranea e decadente popolata da robot. Il manga fantascientifico Kowloon Generic Romance è ambientato in una realtà alternativa in cui la città è ancora in piedi. Il film Twilight of the Warriors: Walled In, selezionato per i Midnight Screening della 77ª edizione del Festival di Cannes, racconta la storia di un rifugiato che si ritrova accolto nella gang di un boss della città murata di Kowloon.
Una ricostruzione parziale della città murata di Kowloon si trova nel Kawasaki Warehouse, una sala giochi inaugurata nel 2009 nel sobborgo giapponese di Kawasaki, Kanagawa. Il desiderio del progettista di replicare accuratamente l'atmosfera della città murata si riflette nei corridoi stretti, nei cavi elettrici, nei tubi, nelle cassette postali, nelle schede segnaletiche, nelle luci al neon, nei manifesti strappati e in vari altri piccoli tocchi che forniscono un'aria di autenticità.